# Bendaravadi, Malavalli
Bendaravadi là một làng thuộc tehsil Malavalli, huyện Mandya, bang Karnataka, Ấn Độ.